# Ozoroa hereroensis
Ozoroa hereroensis är en sumakväxtart som först beskrevs av Schinz, och fick sitt nu gällande namn av R. & A. Fernandes. Ozoroa hereroensis ingår i släktet Ozoroa och familjen sumakväxter. Inga underarter finns listade i Catalogue of Life.